# Тибетская и гималайская библиотека
Тибетская и гималайская библиотека (англ. Tibetan and Himalayan Library (THL), бывшая англ. Tibetan and Himalayan Digital Library (THDL)) — мультимедийная цифровая библиотека, размещенная в Виргинском университете, специализирующаяся на языках, истории и географии Тибета и Гималаев. ТГБ также разработала учебную транскрипцию стандартного тибетского, известную как упрощенная фонетическая транскрипция ТГБ (англ. THL Simplified Phonetic Transcription).

## Описание
ТГБ включает знания о различных сообществах, связанных с Тибетом и Гималаями, в том числе академических, религиозных и светских, а также о событиях исторических, современных, локальных и глобальных. В основе фонда лежат академические труды, но кроме них библиотека содержит информацию, собранную или созданную при участии местных сообществ. Данные включают тексты, аудио-видео файлы, изображения, карты, иммерсивные объекты и т. д. Знания и технологии ТГБ предоставляются бесплатно и создаются совместно сотнями людей по всему миру. ТГБ существует и функционирует благодаря широкому кругу сотрудничающих лиц, учреждений и сообществ. Общим развитием библиотеки руководит международный консультативный совет, состоящий из ученых, библиотекарей, технологов и общественных лидеров в области тибетских и гималайских исследований. Кроме того, существует множество редакционных советов, ответственных за дизайн и разработку контента в конкретных структурных компонентах, содержащих множество отдельных проектов с их собственным администрированием, начиная от одного участника и заканчивая большой командой участников.
Особого внимания исследователей и преподавателей заслуживают обширные библиографические материалы и большой выбор из сотен изображений и более 200 видеоклипов. Существует также увлекательная трехмерная реконструкция монастыря Миру Ньингба, которая может быть полезна для визуализации архитектурной формы сооружения. Несколько сложных интерактивных карт Тибета и Азии позволяют посетителю визуализировать географическую информацию об этих областях. Примеры учебных программ в разделе «Образование» являются отправной точкой для всех, кто заинтересован в преподавании или исследовании материалов, связанных с Тибетом и Гималаями. В некотором смысле недостатком мультимедийного фонда является чрезмерная сложность материалов. Эти материалы в основном предназначены для специалистов, что делает некоторые из первоисточников недоступными для широкой аудитории. Например, в то время как студентам может быть интересно увидеть фрагменты тибетской рукописи из пальмовых листьев или увидеть большие отрывки тибетских текстов, подавляющее большинство из них не переведены. То же самое относится и к видеозаписям. Хотя большая часть этого не требует повествования, есть много клипов, которые включают диалоги или расширенные презентации, для которых не предусмотрены субтитры или переводы. Раздел, посвященный медицине, является хорошим примером этого. В большинстве роликов врач подробно рассказывает о различных лекарствах и способах лечения без какого-либо перевода.

## Подразделения
Исполнительный совет ТГБ

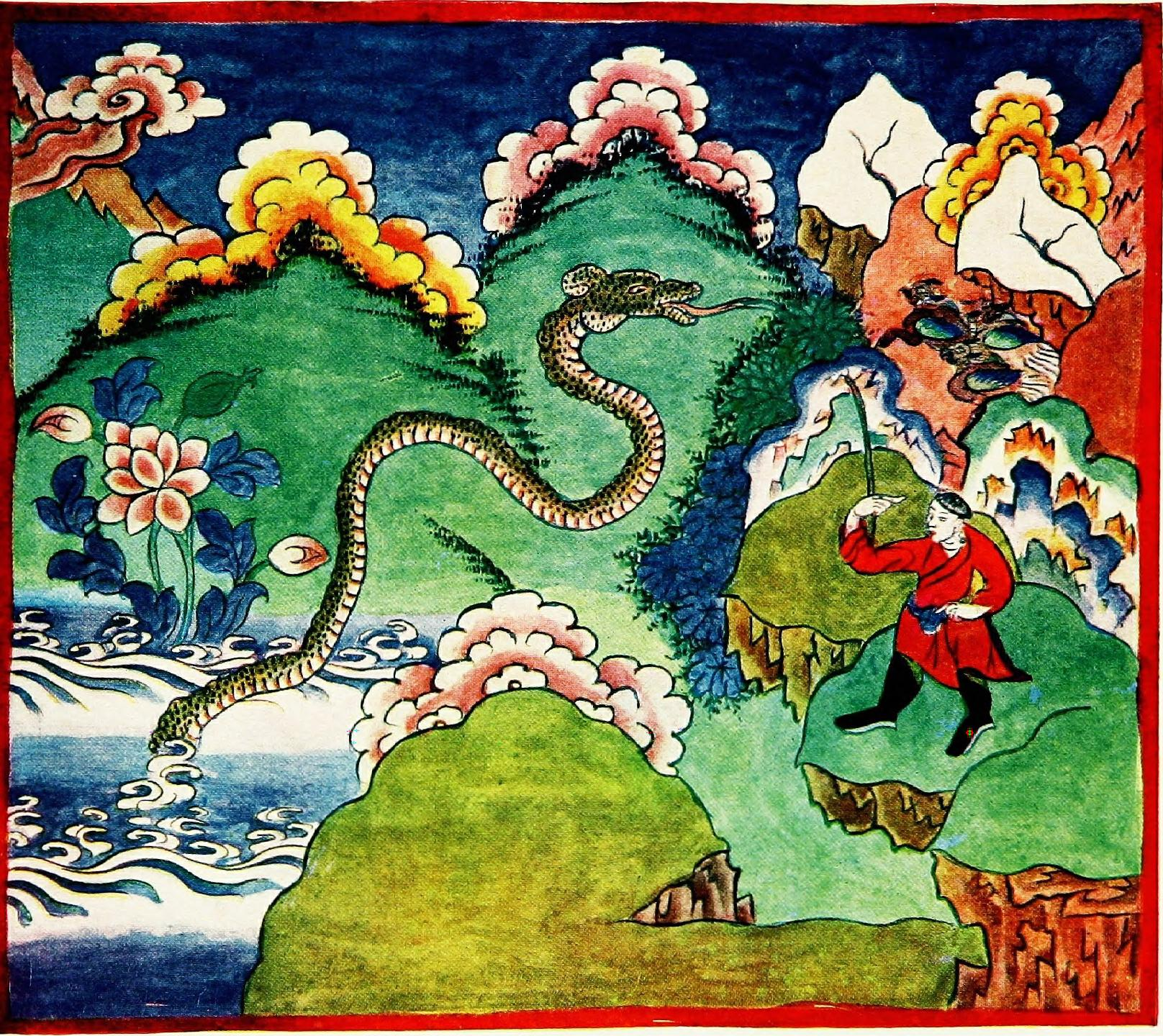
Народные сказки Тибета — с иллюстрациями тибетского художника и некоторыми стихами из тибетских любовных песен (1906)

Тибетской и гималайской библиотекой руководит международный консультативный совет, состоящий из выдающихся ученых и библиотекарей в области тибетских и гималайских исследований из широкого спектра дисциплин, географических и культурных центров и институциональных баз. Этот совет осуществляет надзор за общим развитием ТГБ и определяет стратегические приоритеты.
Редакционная коллегия архитектурных коллекций
Редакционный совет ТГБ по коллекциям тибетской и гималайской архитектуры отвечает за разработку и надзор за дизайном соответствующих хранилищ /презентаций и фактическим содержанием по этой теме. Кроме того, редакционная коллегия выступает в качестве «привратника» при рассмотрении новых проектных предложений, мониторинге текущих проектов и надзоре за процессом экспертной оценки завершенных проектов.
Редакционная коллегия по экологической и культурной географии
Редакционный совет ТГБ по экологической и культурной географии Тибета и Гималаев отвечает за разработку и надзор за созданием информации о местах всех видов, как с точки зрения дизайна соответствующих хранилищ / презентаций, так и фактического содержания. Когда отдельные проекты становятся достаточно большими и состоятельными, они разрабатывают собственную отдельную административную структуру для непосредственного контроля за проектом, хотя Редакционная коллегия Сборников продолжает контролировать общие вопросы, связанные с ее функцией в ТГБ в целом. Правление также принимает решения об этих административных советах для отдельных компонентов.
Журнал редакционной коллегии Международной ассоциации тибетоведения
Редакционная коллегия ТГБ Журнала Международной ассоциации тибетских исследований отвечает за решения по оформлению и политике, управляющей Журналом, запрашивает материалы для Журнала и обеспечивает правильное функционирование процесса рецензирования.
Редакционная коллегия тибетских и гималайских справочных ресурсов
Редакционная коллегия ТГБ по тибетским и гималайским справочным ресурсам отвечает за разработку и надзор за тибетской и гималайской энциклопедией, библиографией, хронологией, справочными пособиями, словарями и другими справочными ресурсами в ТГБ. Правление также принимает решения об административных советах для этих компонентов, если сочтет необходимым. Когда отдельные проекты становятся достаточно большими и состоятельными, они разрабатывают собственную отдельную административную структуру для непосредственного контроля за проектом, хотя Редакционная коллегия справочных ресурсов продолжает контролировать общие вопросы, связанные с ее функцией в ТГБ в целом.
Редакционная коллегия тибетского исторического словаря

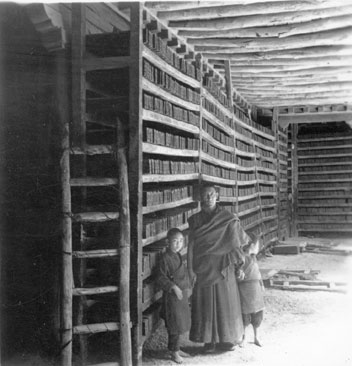
Тибетские буддийские рукописи, напечатанные с помощью резных деревянных блоков, на хранении тибетских буддийских монахов монастыря Нартанг, Тибет, 1948 год

Этот раздел является совместным, находится в стадии разработки и имеет обширные цели, так что у него есть отдельная редакционная коллегия. Редакционная коллегия Тибетского исторического словаря ТГБ отвечает за разработку и надзор за этим словарным проектом, включая принятие дизайнерских решений, утверждение новых участников и рецензирование проектов.
Редакционная коллегия тибетских и гималайских коллекций
Редакционный совет ТГБ по тибетским и гималайским коллекциям отвечает за разработку и надзор за созданием коллекций во всех формах медиа и интеллектуальных дисциплин. Правление также принимает решения об административных советах для таких отдельных компонентов. Кроме того, он выступает в качестве привратника при рассмотрении новых проектных предложений, мониторинге текущих проектов и надзоре за процессом экспертной оценки завершенных проектов, которые будут постоянно собираться в ТГБ.
Редакционная коллегия тибетских и гималайских общественных ресурсов
Редакционный совет ТГБ для тибетских и гималайских общественных ресурсов отвечает за разработку и надзор за упрощением коммуникационных сетей, а также за инициативы по связи работы ТГБ с поддержкой проектов общественного развития в Тибете и Гималаях.
Редакционная коллегия тибетских и гималайских образовательных ресурсов
Редакционный совет ТГБ по тибетским и гималайским образовательным ресурсам отвечает за разработку и надзор за созданием учебных ресурсов и документацией соответствующих образовательных программ по всему миру.
Редакционная коллегия тибетских и гималайских инструментов
Редакционный совет ТГБ по тибетским и гималайским инструментам отвечает за разработку и надзор за созданием и размещением технических инструментов и систем для использования в ТГБ и жителями Тибета и Гималаев.
Редакционная коллегия художественных коллекций
Редакционная коллегия коллекций окружающей среды
Редакционная коллегия сборников географии
Редакционная коллегия исторических сборников
Редакционная коллегия сборников по языку и лингвистике
Редакционная коллегия сборников литературы
Редакционная коллегия сборников лекарственных средств
Редакционная коллегия музыкальных сборников
Редакционная коллегия сборников по естественным наукам
Редакционная коллегия религиозных сборников
Редакционная коллегия специальных коллекций

## История
Тибетская и гималайская библиотека была создана весной 2000 года как инициатива без какого-либо финансирования ни на институциональном, ни на внешнем уровне. В тот момент она была названа Тибетской и гималайской цифровой библиотекой (ТГЦБ). Технически проект был спонсирован в значительной степени библиотекой Университета Вирджинии (UVa) и Институтом передовых технологий в области гуманитарных наук в UVa. Однако проект с самого начала был нацелен на создание совместной исследовательской среды и издательской системы для ученых и проектов со всего мира. Несмотря на первоначальную нехватку персонала и ресурсов, проект был амбициозным по своим целям и планам. Проект основал Дэвид Джермано. В это же время на первых этапах в проект были вовлечены несколько аспирантов и академических партнеров из-за пределов UVa: Фрэнсис Гарретт, Николас Турнадр, Мэтью Капштейн, Марк Турин, Церинг Гьялпо, Хосе Кабесон и другие. Вскоре после основания ТГБ получила или стала совладельцем трех крупных грантов на изучение Тибета: на разработку учебных материалов по тибетскому языку, на каталогизацию текстов тибетского буддизма и на обмен информацией о тибетской народной музыке. Эти гранты позволили нанять первых полноценных сотрудников, вовлеченных в деятельность библиотеки.

### Первая фаза (2000—2003)
Получение грантовой поддержки стало реальным толчком к развитию ТГБ, позволившим не только нанять персонал, но и развить собственные сопроводительные технологии, а также организовывать командировки в Тибет для создания и сбора контента, а также для налаживания связей с местным сообществом. Однако эта деятельность была ограничена тем, что все финансирование в рамках грантов было направлено только на узкоспециализированные проекты: обучение тибетскому языку, документированию тибетской музыки, каталогизации священных писаний Ньингма Гюбум. Перед недавно нанятым персоналом возникли сложности технического характера: как создавать необходимые технологии, как координировать сложные системы управления рабочими процессами, как обрабатывать большие объемы данных, как поддерживать сложные цифровые полевые работы и т. д. Также возникли проблемы коммуникационного характера: как принимать посетителей UVa, особенно тибетских, как построить ряд необходимых партнерских отношений внутри UVa, как построить долгосрочные институциональные партнерские отношения в Китае в качестве поддержки совместной работы. Начальный период был сосредоточен, в частности, на аудио-видео технологиях, поскольку это было ключом к музыкальному проекту, а также к проекту по обучению языку. Было разработано программное обеспечение для создания транскрипций на тибетском языке с переводом на английский, которые могут быть использованы пользователями во время синхронного просмотра видео. В течение этого периода были проведены три летних поездки в Тибет (2000, 2001 и 2002) в сотрудничестве с Тибетской академией социальных наук.

### Вторая фаза (2003—2006)
Новое финансирование позволило выйти за рамки первоначального сосредоточения на обучении языку и тибетских текстах и начать работать над созданием всеобъемлющего набора коллекций и сопровождающих их технологий. В этот период Международная ассоциация тибетских исследований (IATS) обратилась к ТГБ с просьбой опубликовать ее новый цифровой журнал JIATS, который стал основой для совершенствования системы публикации научных эссе. Были разработаны тематические коллекции и энциклопедии по различным предметам. Начала расширяться география присутствия ТГБ в Непале благодаря партнерству с Кэт Марч и Марком Турином, среди прочих, в Корнеллском университете в 2002—2005 годах. Это также переросло в развивающееся партнерство с народом Бутана по поддержке создания цифровой библиотеки Бутана. Также продолжалась разработка конкретных совместных проектов, таких как инициативы «Словарь мест» и «Тибетские словари». Были расширены институциональные партнерские отношения в Тибете благодаря включению в них Тибетского университета, который, помимо прочего, является базой для транскрибирования аудио-видео ресурсов и совместной работы над вычислениями на тибетском языке.

### Третья фаза (2007 — наст. время)
К началу 2007 года было решено пересмотреть концепцию старого сайта и создать новый современный. Также было изменено название (убрано определение «цифровая» как неактуальное в век широкого распространения Интернет-технологий). Переосмысление ТГБ преследовало несколько целей. Во-первых, воссоздание технологии так, чтобы у нее были средства онлайн-отправки и редактирования, чтобы различные инструменты могли быть интегрированы друг с другом, чтобы они были максимально основаны на новых технологиях и стандартах, чтобы они были более стабильными и надежными в исполнении. Во-вторых, для обеспечения более привлекательной презентации публикаций, а также обеспечения более удобных для пользователя средств поиска ресурсов и их использования. В-третьих, ТГБ стала позиционироваться не как единый разросшийся веб-сайт, а как совокупность нескольких веб-сайтов и сервисов. Это позволило бы обеспечить доступ к ресурсам данных ТГБ — словарным терминам, картам и т. д. — для использования другими веб-сайтами в качестве сервисов, которые они могли бы включить в свои собственные презентации.
Первый запуск сайта ТГБ www.thlib.org был осуществлен в конце августа 2008 года. К концу 2009 года заработала полная система со всеми коллекциями, которая функционирует и расширяется по настоящее время.

## Философия

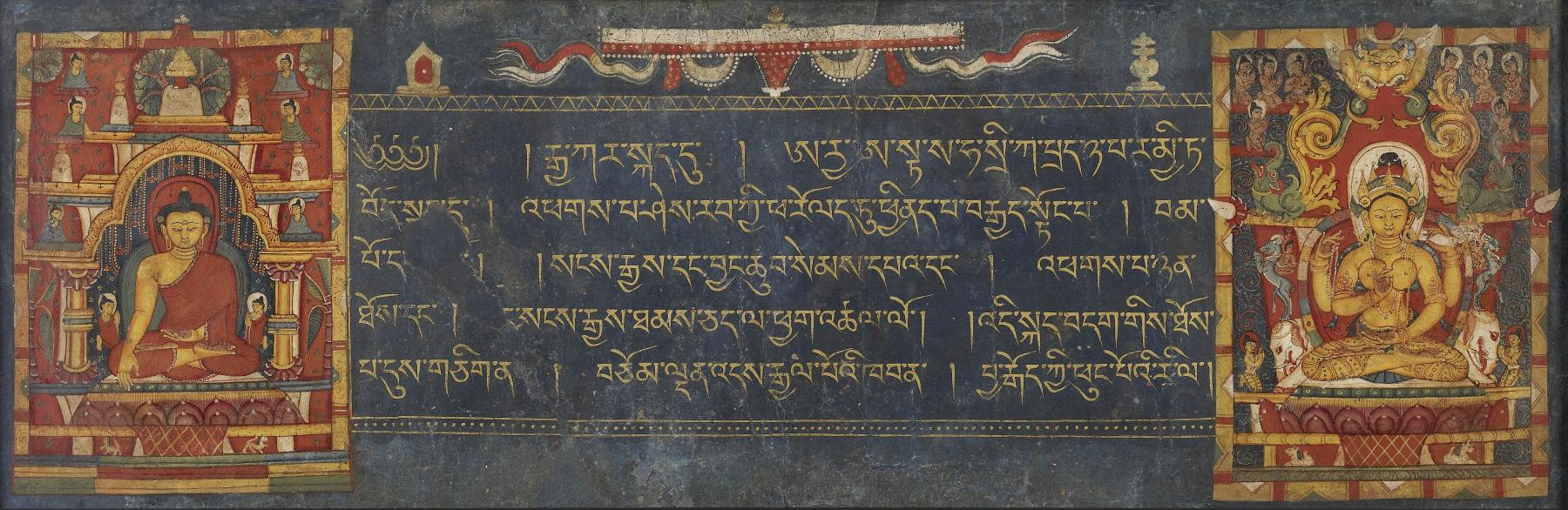
Тибетский будда Шакьямуни и Праджняпарамита

Тибетская и гималайская цифровая библиотека представляет собой радикально инновационную систему по использованию технологий для преобразования того, как ученые и образовательные учреждения могут сотрудничать в создании, обработке, организации и распространении знаний о культурных регионах мира. Используя самые последние веб-технологии, большая часть которых создается с нуля в Университете Вирджинии (UVA) и Корнельском университете, специально предназначенных для этих целей, ТГБ создает совместную инфраструктуру для удаленного сетевого управления широким спектром проектов по созданию и распространение знаний о тибетском и гималайском культурном регионе. Библиотека предоставляет всеобъемлющую платформу для публикации и архивирования для множества учреждений и проектов, которую она легко интегрирует со стандартными интерфейсами, инструментами и системами классификации. Инициатива информационного сообщества, собранного вокруг ТГБ, продвигает философию взаимного сотрудничества: вместе они находятся в процессе создания технической, интеллектуальной и политической основы для синергии научной деятельности по всему миру.
Проект был основан с двумя намерениями. Во-первых, с целью обслуживать все виды средств массовой информации и дисциплины вообще, а также создать международный консорциум исследователей, преподавателей и студентов, заинтересованных в совместном создании богатых ресурсов в Тибете и Гималаях. Проект способствует сотрудничеству, междисциплинарной ориентации, активному обучению студентов, внедрению новых форм средств массовой информации и инновационных новых форм публикации, которые были бы более доступными для общественности. Во-вторых, с целью принести пользу тибетским общинам за счет привлечения стипендиатов, поддержки партнерских отношений между НПО и учеными и прямой работы с местными сообществами.

## Упрощенная фонетическая транскрипция ТГБ

Тибетское письмо

Тибетская письменность в ее первоначальных формах восходит к седьмому веку, а классические тибетские орфографические правила восходят к девятому-одиннадцатому векам. Тибетская письменность, созданная по образцу индийской письменности, по крайней мере, в ее основных формах, включает в себя базовый алфавит из 30 согласных и 4 гласных знаков. Слова не выделяются знаками препинания, пунктуация нужна для обозначения границ отдельных слогов. Кроме того, каждый слог потенциально имеет четыре горизонтальных слота: префикс, корневую букву или союз, суффикс и вторичный суффикс, в то время как корневая буква сама по себе может представлять собой сложную вертикальную стопку надстрочного, корневой буквы, нижнего индекса и знака гласной. Таким образом, написание тибетского языка чрезвычайно консервативно и отражает, по-видимому, то, как произносили тибетский язык в Центральном Тибете более десяти веков назад. Однако, хотя правописание может оставаться неизменным, произношение претерпело много изменений на протяжении веков, в дополнение к тому, что оно сильно варьируется от диалектического региона к диалектическому региону. Таким образом, многие аспекты написания тибетского слова либо вообще не произносятся, либо лишь косвенно связаны с современным произношением данного слова. Другая проблема заключается в том, что, поскольку знаки препинания обозначают только границы слогов, а не слов, не совсем ясно, как наилучшим образом объединить слоги в отдельные слова при фонетической транскрипции тибетского языка на латиницу. Также при работе с терминами тибетского языка за пределами тибетской культуры необходимо представлять тибетские слова другими письменами. Из-за консерватизма тибетской орфографии транслитерации, которая представляет собой написание слов не тибетским шрифтом, таким как латинский шрифт, само по себе недостаточно, поскольку обычный читатель, не являющийся тибетцем, не будет понимать, как на самом деле произносится транслитерированное слово. Таким образом, необходимо также иметь отдельную систему транскрипции, которая систематически представляет фонетику или звуки тибетских слов.
За прошедшие годы было предложено множество систематических систем транслитерации тибетского языка латинским шрифтом, но самой популярной на сегодняшний день является система Wylie. Однако стандартная система Wylie имеет несколько ограничений, а также не является всеобъемлющей. Таким образом, ТГБ создала транслитерацию тибетского языка THL Extended Wylie, которая стала наиболее широко принятой системой «extended Wylie». Более научные системы транскрипции для тибетского языка широко не используются, как потому, что они включают специальные диакритические знаки, так и потому, что они слишком сложны для применения большинством людей. Коллектив ТГБ создал упрощенную фонетическую транскрипцию тибетского языка, чтобы обеспечить простую в использовании, хотя и упрощенную систему транскрипции для использования с тибетским языком. Это также согласуется с транскрипцией Уайли и в целом согласуется с наиболее распространенными практиками, встречающимися в современных публикациях. Cистема основана на центрально-тибетском языке, который постепенно становится стандартной формой разговорного тибетского языка.